# 鮑登雪原
83°30′S 165°0′E / 83.500°S 165.000°E
鮑登雪原（Bowden Névé），是南極洲的雪原，位於沙克爾頓海岸，處於亞歷山德拉皇后山脈和亞歷山德拉皇后山脈之間，寬約40公里，在1958年由英聯邦探險隊命名，現時由南極條約體系管理。